# Enzo Maresca
Enzo Maresca (Pontecagnano Faiano, 1980. február 10.) olasz labdarúgó, az angol Chelsea vezetőedzője. 
A középpálya több pontján is bevethető volt, de pályafutása során a Sevilla FC-ben több alkalommal is a védelem közepén játszott.

## Olaszországi pályafutása
Pályafutását az AC Milan utánpótlásában kezdte, ahonnan a Cagliarihoz került. Innen szerződtette a West Bromwich Albion. Angliában a második vonalban két szezon alatt 45 mérkőzésen szerepelt, mielőtt a Juventus játékosa nem lett. Bár több ízben bizonyította a tehetségét, rendszeresen kölcsönadták más kluboknak. A Zebrák játékosaként talán a Torino elleni gólöröme a legemlékezetesebb: miután 2002 tavaszán fejesgóljával 2-2-re mentette a városi derbyt, ujjaival szarvakat imitálva kifigurázta a Torino FC (Bikák) jelképét és gólörömét. Ezt követően a Juventus szurkolóinak egyik legnagyobb kedvencévé vált. A 2004-05-ös szezont a Fiorentinanál töltötte, a firenzeiek 5 millió eurót fizettek a játékjoga feléért. Az év végén azonban visszakerült a Zebrákhoz, mivel a két klub közötti vakliciten 1000 euróval a Juventus tette a magasabb ajánlatot.

## A sevillai évek
2005-ben 2,5 millió euró ellenében a Sevilla FC játékosa lett. Gyorsan beépült a csapatba, és az év végén csapatával a Middlesbrough ellen megnyerte az UEFA kupát: a döntő legjobb játékosa pedig Maresca lett, két góljának köszönhetően. Ezt követően az Európai Szuperkupa döntőjében góllal járult hozzá a Barcelona legyőzéséhez is. A következő évben a Sevilla megvédte az UEFA kupát, ám a dán Christian Poulsen érkezésével Maresca kevesebb lehetőséget kapott. Miután 2008-ban Poulsen a Juventushoz igazolt, Maresca ismét több játéklehetőséghez jutott. 2007 nyarán közel állt ahhoz, hogy visszakerüljön a Juventusba, ám az Öreg Hölgy vezetői inkább az Empoli játékosát, Sergio Bernardo Almirón választották. Több ízben felröppentek olyan pletykák is, miszerint az Internazionale szerződtetné - ám Maresca 2008 nyarán 2011-ig meghosszabbította az eredetileg 2009-ig szóló kontraktusát.